# Pico Piorno

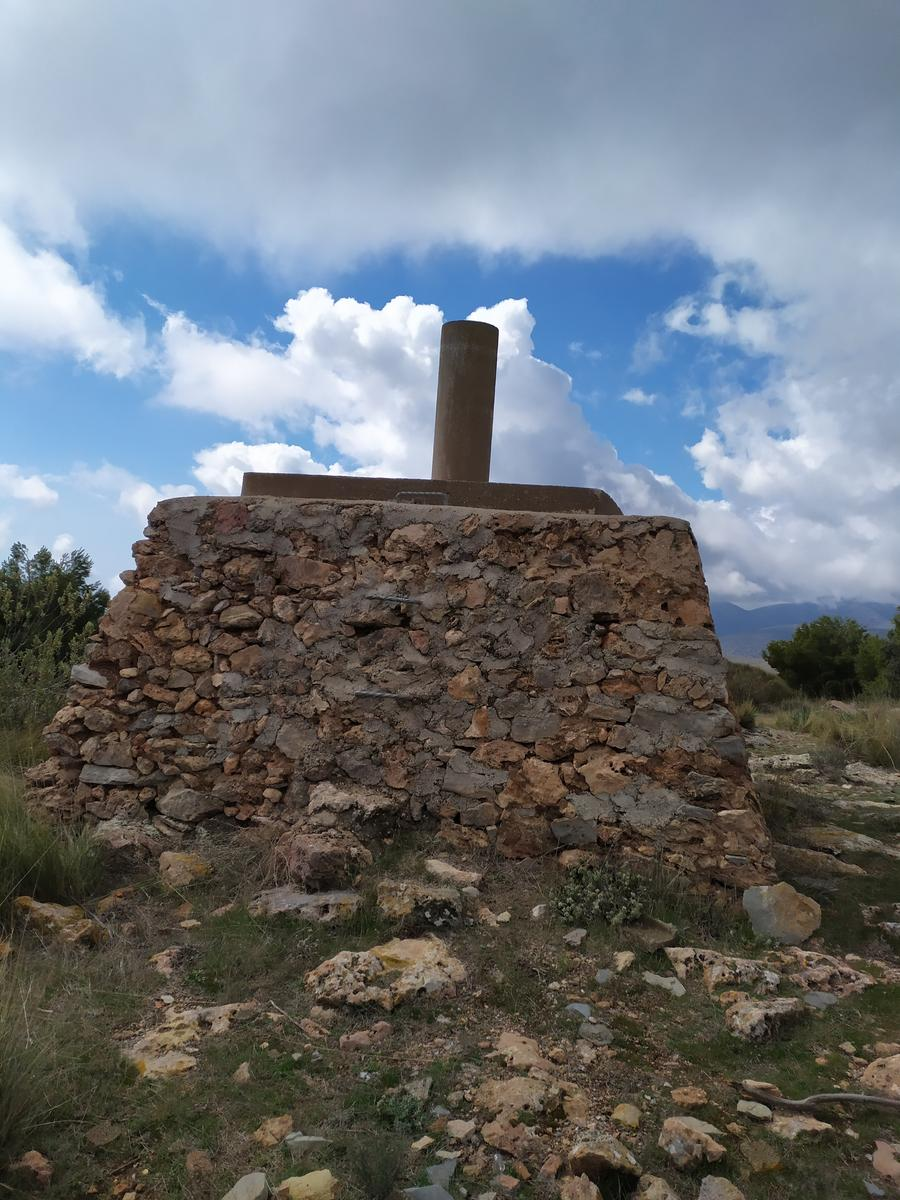
Vértice geodésico en la cima

El Piorno es una montaña ubicada en la Sierra de Gádor, al sur de la provincia de Almería (España). Tiene 1444 m s. n. m. de altitud, y es una de las principales cotas fuera de la parte alta de la sierra. Administrativamente, se encuentra en el término municipal de Enix.

## Descripción
Al igual que su vecino, el Pico Molinero, presenta una cima alomada, sin relieves escarpados. Su vegetación consiste en matorrales, en especial piornal, que da nombre al cerro. También hay pinares de repoblación.
Al oeste tiene el Parque eólico de Enix y, a cierta distancia, el Marchal de Antón López y la carretera A-391, la única que atraviesa la sierra. Al este del pico podemos encontrar el ya mencionado Pico Molinero y la Balsa de la Chanata. Al sur, más alejado, está el pueblo de Felix.
A pesar de estar ubicado en una zona relativamente remota, es frecuentado por senderistas, ciclistas y practicantes de otros deportes de montaña.

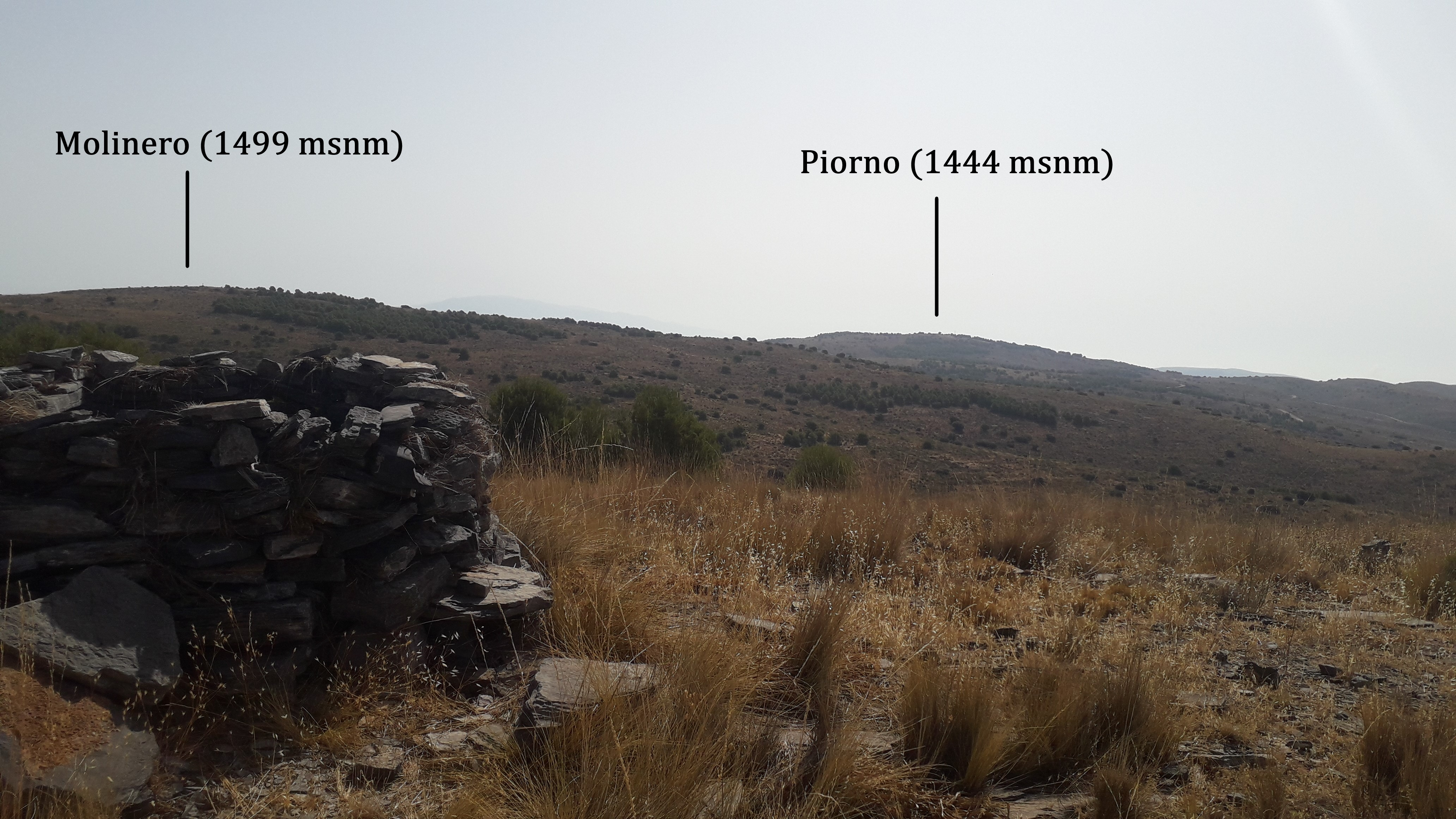
Vista del Piorno y su cerro vecino, el Pico Molinero (1499)